# Anomis flammea
Anomis flammea är en fjärilsart som beskrevs av William Schaus 1894. Anomis flammea ingår i släktet Anomis och familjen nattflyn. Inga underarter finns listade i Catalogue of Life.